# Втеча (серіал, 2022)
«Втеча» (тур. Kaçış) — це перший турецький інтернет-серіал 2022 року від Disney+ у жанрі бойовика, драми, трилера та пригод, створений компаніями O3 Medya та Same Film. В головних ролях — Енгін Акюрек, Ірем Хельваджиоглу.
Перший сезон вийшов 14 червня 2022 року.
Серіал має 1 сезон. Завершився 8-м епізодом, який вийшов у ефір 3 серпня 2022 року.
Режисер серіалу — Ягіз Алп Акайдин.
Сценарист серіалу — Алі Доганчай.

## Сюжет
Мухаммед і Зейнеп не з чуток знають про те, що таке робота в гарячих точках. Молоді люди вибрали для себе не найлегшу професію — вони військові кореспонденти. Їм щодня доводиться ризикувати своїм життям, щоб добути інформацію.

## Актори та ролі
| Актор                | Роль           |
| -------------------- | -------------- |
| Енгін Акюрек         | Мехмет Юджел   |
| Ірем Хельваджиоглу   | Зейнеп Караджа |
| Левент Ульген        | Абу Абідін     |
| Фікрет Кушкан        |                |
| Арас Айдін           | Фаділ          |
| Лейла Танлар         | Неві           |
| Деніз Байсал Юртку   | Елвін          |
| Озгур Чевік          | Роберт         |
| Онур Бей             | Ілкер Лалік    |
| Адем Їлмаз           | Ной            |
| * Хусейн Ільхан      | Пол            |
| Азіз Чапкурт         | Ебу Залім      |
| Серкан Генч          | Мусаф          |
| Сезгін Узунбекіроглу | Фатіма         |
| Таха Бора Елкоджа    | Ахмет          |
| Ділан Гульмез        | Айше           |
| Гізем Озмен          | Нурсев         |
| Мерт Озбек           | Джон           |
| Мохаммед Аль Шама    | Джамал         |
| Мехмет Алі Гумуш     | Серкан         |
| Хілал Арда Уйсал     | Пелін          |

## Сезони
| Сезон | Епізоди | Епізоди | Оригінальний показ | Оригінальний показ | Оригінальний показ |
| Сезон | Епізоди | Епізоди | Перший показ       | Останній показ     | Мережа             |
| ----- | ------- | ------- | ------------------ | ------------------ | ------------------ |
| 1     | 8       | 8       | 14 червня 2022     | 3 серпня 2022      | Disney+            |

## Список серій

### Сезон 1 (2022)
| № | # | Назва                      | Режисер          | Сценарист    | Перший ефір у США            |
| - | - | -------------------------- | ---------------- | ------------ | ---------------------------- |
| 1 | 1 | «-» «Dönüş Yok»            | Ягіз Алп Акайдин | Алі Доганчай | 14 червня 2022               |
| - |   |                            |                  |              |                              |
| 2 | 2 | «-» «Ölmekten Beter»       | Ягіз Алп Акайдин | Алі Доганчай | 22 червня 2022               |
| - |   |                            |                  |              |                              |
| 3 | 3 | «-» «Kurtuluş Bileti»      | Ягіз Алп Акайдин | Алі Доганчай | 29 червня 2022               |
| - |   |                            |                  |              |                              |
| 4 | 4 | «-» «Kim Olduğunu Biliyor» | Ягіз Алп Акайдин | Алі Доганчай | 6 липня 2022                 |
| - |   |                            |                  |              |                              |
| 5 | 5 | «-» «Şeytan Sofrası»       | Ягіз Алп Акайдин | Алі Доганчай | 13 липня 2022                |
| - |   |                            |                  |              |                              |
| 6 | 6 | «-» «Bir Ölü, Bir Diri»    | Ягіз Алп Акайдин | Алі Доганчай | 20 липня 2022                |
| - |   |                            |                  |              |                              |
| 7 | 7 | «-» «Adım Nevi»            | Ягіз Алп Акайдин | Алі Доганчай | 27 липня 2022                |
| - |   |                            |                  |              |                              |
| 8 | 8 | «-» «Özgürlüğe Yüz Metre»  | Ягіз Алп Акайдин | Алі Доганчай | 3 серпня 2022 (фінал сезону) |
| - |   |                            |                  |              |                              |

## Нагороди
| Рік  | Премія                       | Категорія                 | Номінант     | Результат |
| ---- | ---------------------------- | ------------------------- | ------------ | --------- |
| 2022 | 48. Премія «Золотий метелик» | Найкращий інтернет-серіал | Втеча        | Номінація |
| 2022 | 48. Премія «Золотий метелик» | Найкращий сценарій        | Алі Доганчай | Номінація |